# Lauro Fabiano
Lauro Fabiano de Almeida Chaves Griebeler (Rio de Janeiro, 12 de julho de 1937 – Teresópolis, 1 de junho de 2023) foi um dublador e diretor de dublagem brasileiro.

## Carreira
Na dublagem entrou em 1953 para dublar o personagem-título no filme da Disney Peter Pan. Muitos anos depois, foi escalado como o Tio Phil na série Um Maluco no Pedaço, com o qual se destacou. Outros trabalhos destacados de Lauro Fabiano na dublagem foram o Alvo Dumbledore nos filmes da saga Harry Potter e o crítico Anton Ego em Ratatouille.
Venceu o Prêmio Yamato de 2004 na categoria Melhor Direção de Dublagem por seu trabalho em A Viagem de Chihiro. Em 2010, venceu a categoria de Melhor Dublador de Coadjuvante no mesmo prêmio, desta vez por sua interpretação de Alvo Dumbledore no filme Harry Potter e o Enigma do Príncipe.
Por muitos anos foi rádio-ator do programa Patrulha da Cidade, na Rádio Tupi do Rio de Janeiro.
Em 2021, Lauro Fabiano e sua esposa foram infectados pela covid-19 e chegaram a ficar internados em estado grave. Eles se recuperaram e deixaram o hospital, mas viviam com sequelas.
Lauro Fabiano faleceu na madrugada de 1° de junho de 2023, após lutar por meses contra uma doença respiratória.

## Trabalhos de dublagem
- Alvo Dumbledore (Richard Harris/Michael Gambon) - Em 7 dos 8 filmes de Harry Potter (substituído por Mauro Ramos no último)[8]
- 2015 - Cúmplices de um Resgate#Animais (Vozes originais) - Mirandinha
- Peter Pan em Peter Pan
- Tio Quiggley em A Bruxinha Sabrina
- Narrador em Dick Vigarista e Muttley (segunda voz)
- Sr Burns em Os Simpsons (quarta voz)
- General Hawk em Comandos em Ação
- Professor Oliver Lindenbrook em Viagem ao Centro da Terra
- George Washington em Esquadrão do Tempo (primeira voz)
- Ultra Humanoide, Simon Stagg, Solovar (primeira voz), General Wells e Presidente dos Estados Unidos em Liga da Justiça
- Anton Ego em Ratatouille
- Shane Gooseman em Galaxy Rangers
- Barbatus em FormiguinhaZ
- Faraó em José - O Rei dos Sonhos
- Jetro em O Príncipe do Egito
- Laughton em Metropolis
- Narrador em Madeline e Madeline: Perdida em Paris
- Sr Meugniot em Homem Aranha: Ação Sem Limites
- Narrador em Peter Pan: De Volta à Terra do Nunca
- Dinamite em Os Incríveis
- Billy em Bolt: Supercão
- Jack Fassler em Nascar Racers: Os Super Pilotos
- Chefe Quimby em Inspetor Bugiganga (segunda voz)